# Laury Thilleman
Laury Betty Thilleman (Brest, Bretaña; 30 de julio de 1991) es una modelo y periodista francesa. Fue coronada Miss Francia 2011 el 4 de diciembre de 2010. Se ubicó en el top 10 del certamen de Miss Universo 2011.

## Miss Francia 2011
Thilleman, de 1,79 m de altura, compitió como Miss Bretaña en el certamen de belleza nacional de su país, Miss Francia 2011, celebrado en Caen, donde se convertiría en la eventual ganadora del título, obteniendo el derecho a representar a Francia en el Miss Universo 2011.

## Miss Universo 2011
Thilleman representó a Francia en el certamen de Miss Universo 2011 celebrado en São Paulo, donde se ubicó en el top 10 (sexta finalista. Su segunda finalista en el certamen de Miss Francia, Clémence Olesky (Miss Auvergne) representó a Francia en el certamen de Miss Mundo, celebrado en Londres. En una entrevista telefónica con el periódico Première, le preguntaron qué pensaba de la ganadora del certamen (Leila Lopes, Miss Angola), ella respondió: "Ella era la única chica que no conocía muy bien. Vimos que ella era muy discreta. A menudo vestía jeans y no usaba maquillaje. A todos nos sorprendió su victoria. Muchas chicas hicieron esfuerzos que no fueron recompensados. No sé, algo falta en su temperamento. El hecho que la competencia se llevó a cabo en Brasil seguramente jugó un papel ". Debido a esta declaración, el The Washington Post publicó un artículo que consideraba sus palabras como escandalosas, "ofreciendo algunos comentarios desagradables, doloridos, amargos, culturalmente imperiosos sobre Miss Angola".